# Lozay
Lozay – miejscowość i gmina we Francji, w regionie Nowa Akwitania, w departamencie Charente-Maritime.
Według danych na rok 1990 gminę zamieszkiwało 170 osób, a gęstość zaludnienia wynosiła 14 osób/km² (wśród 1467 gmin regionu Poitou-Charentes Lozay plasuje się na 825. miejscu pod względem liczby ludności, natomiast pod względem powierzchni na miejscu 719.).